# 吉州窑
吉州窑，是江西省吉安县永和镇的古窑，创于唐代，盛于宋代。共有舒、陈、郭、周、谢五窑，以舒瓮烧制的瓷器最著名，舒瓮的女儿舒娇工艺更好，所烧制的瓷器和哥窑比美。吉州窑瓷以白色和紫色为主，和定窑瓷相似。吉州窯即吉安永和鎮窯，1974年江西省文管會在永和窯遺址進行了試掘，出土了南宋的覆燒器物，再更下層也出土了北宋時期的青白瓷，這裡的燒瓷活動持續到明代後期，約有600年的歷史。吉州窯的燒瓷技術也受到磁州窯以及定窯的影響。
吉州窑遗址是全国重点文物保护单位。

## 相关图片

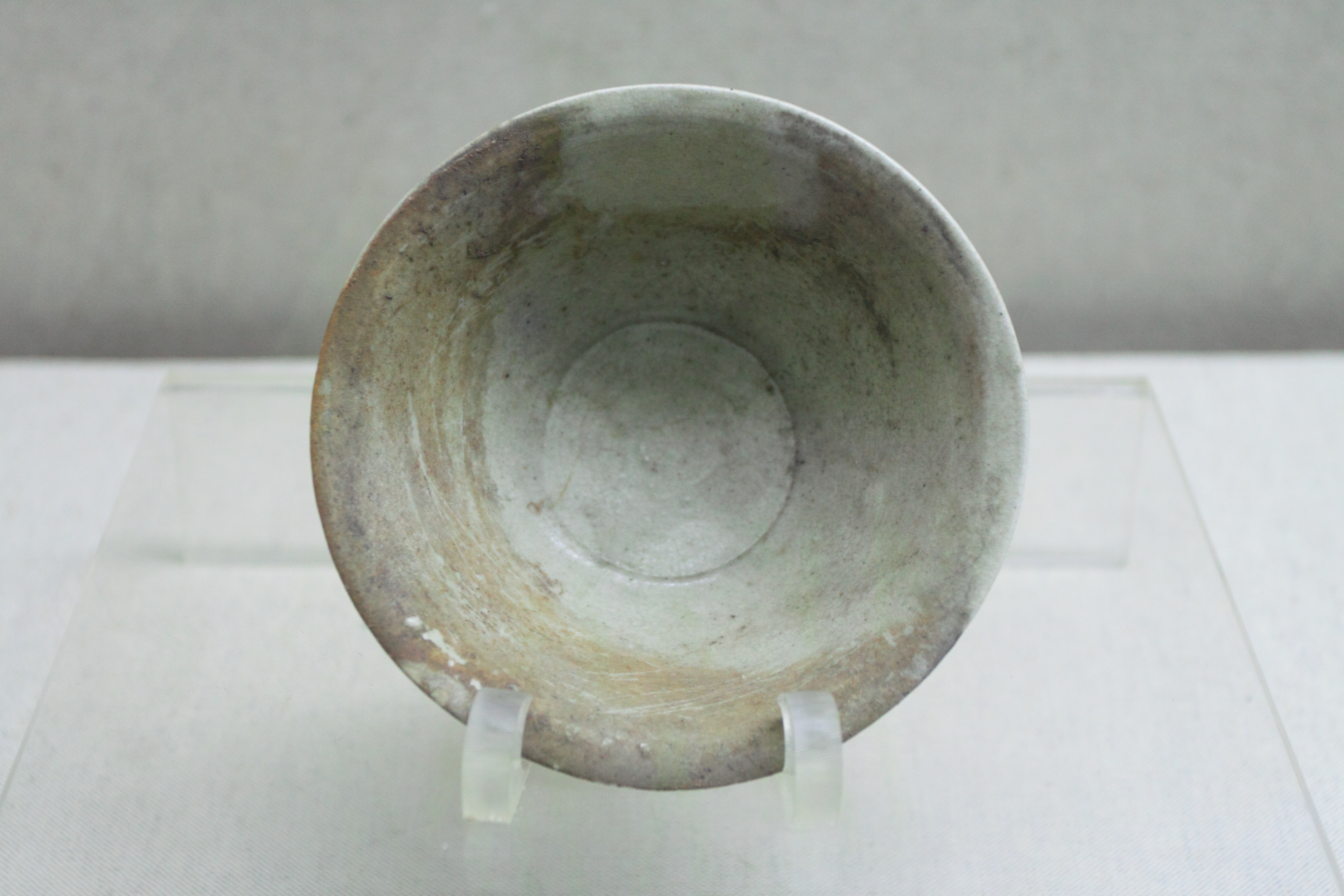
乳白釉折唇盏，北宋，1980年吉州窑窑址出土
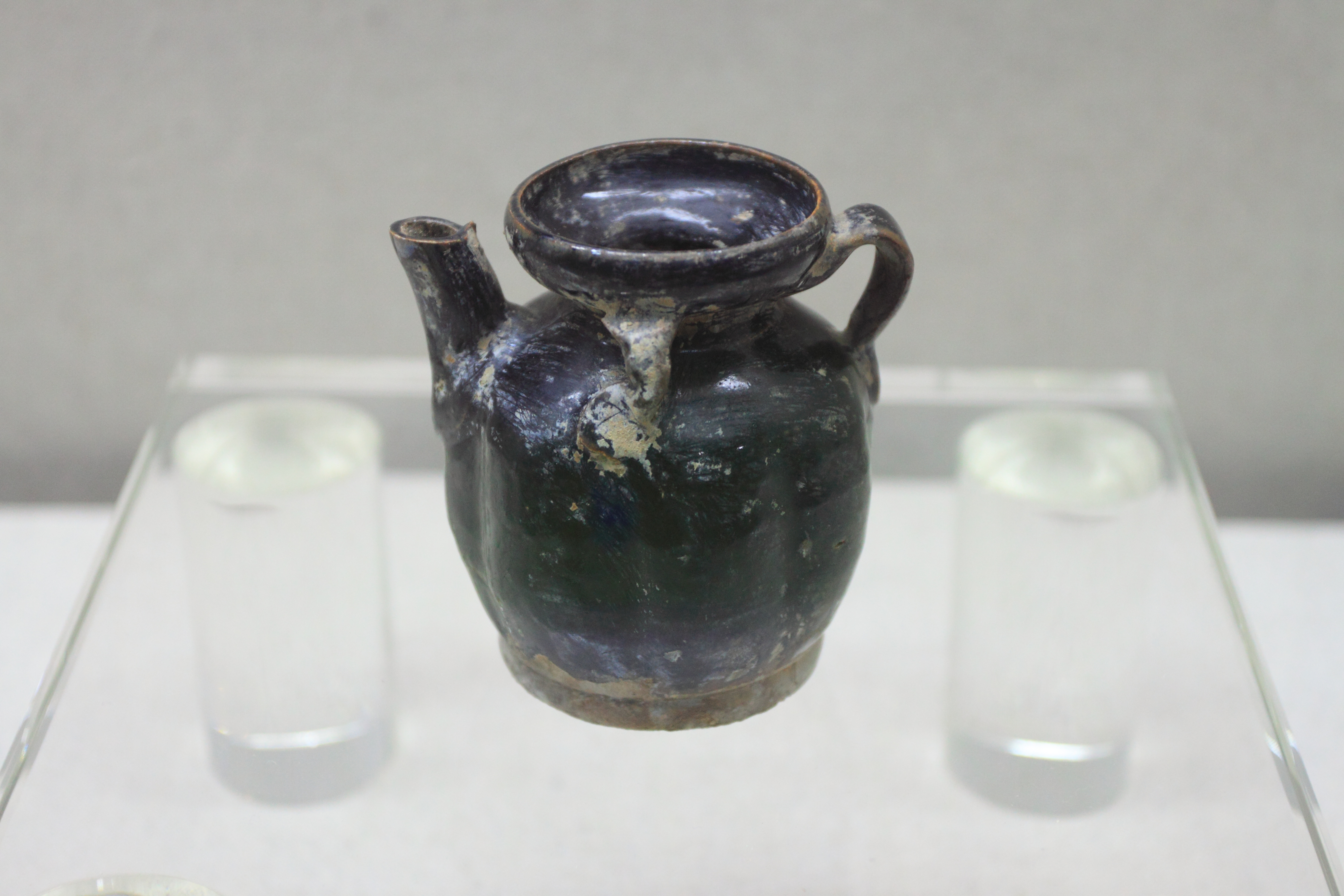
黑釉双系盘口执壶，北宋，1980年吉州窑窑址出土
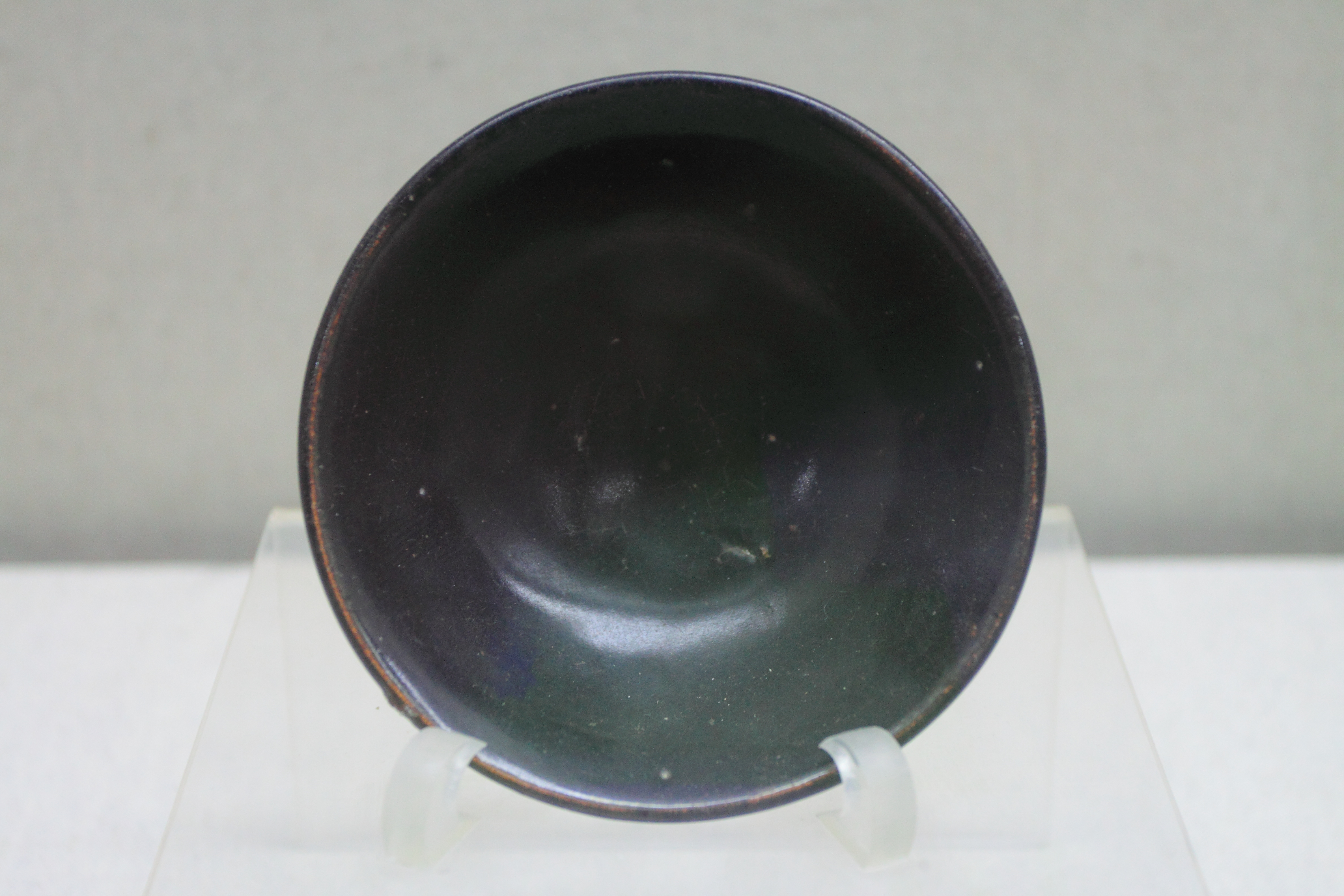
黑釉盏，宋，1980年吉州窑窑址出土
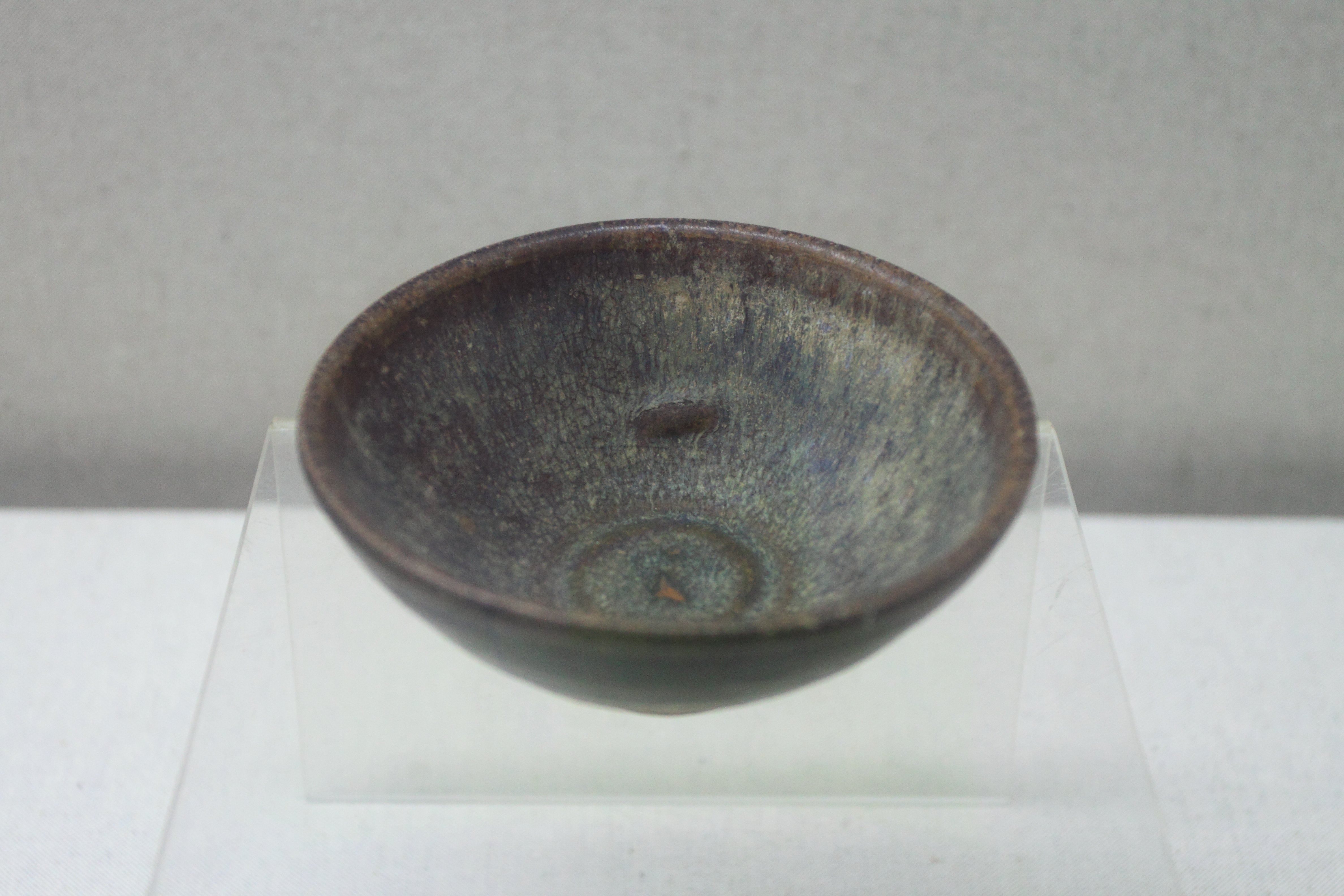
黑釉兔毫纹盏，宋，1991年湖北省征集
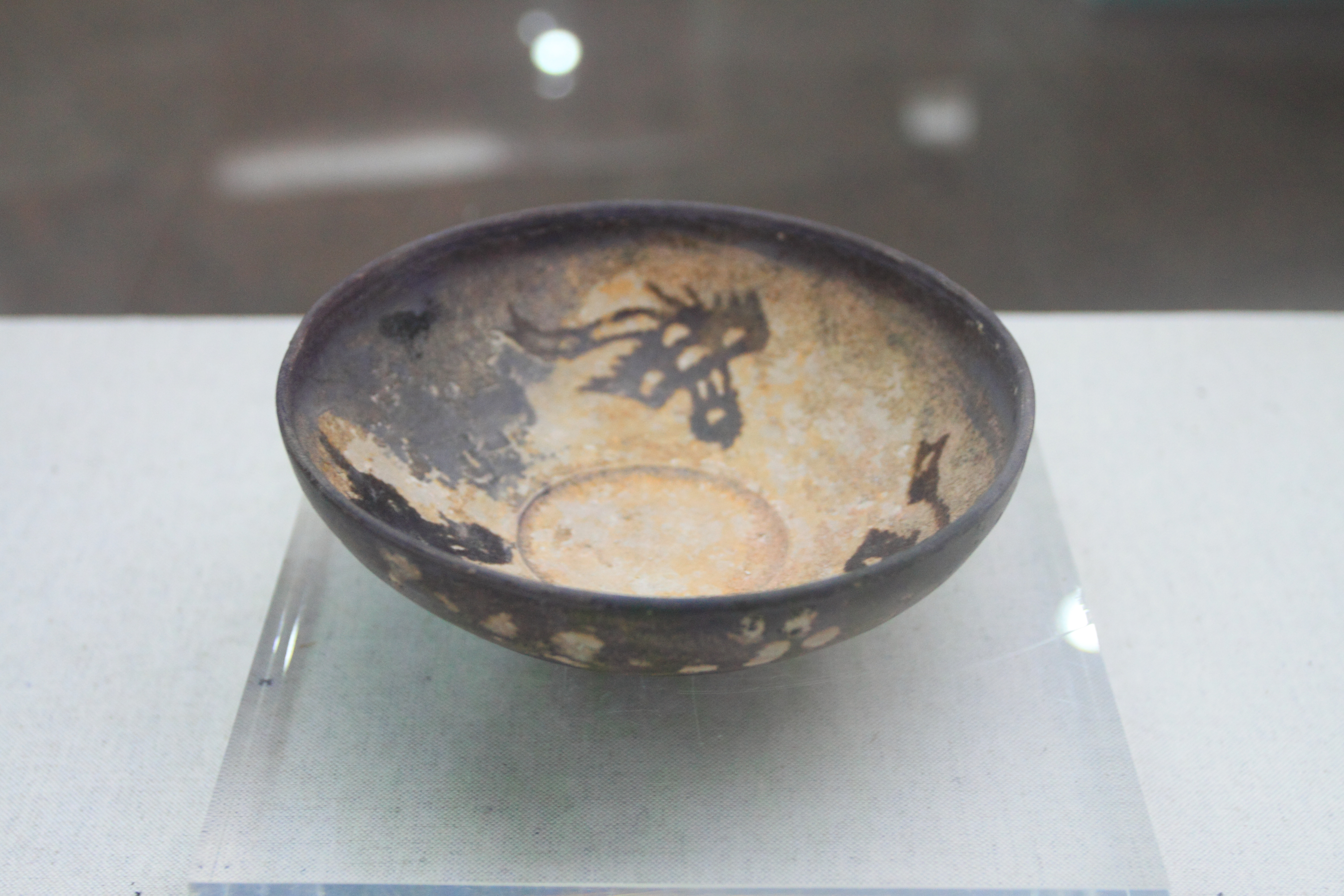
黑釉剪纸贴花三凤纹盏，南宋，1989年征集
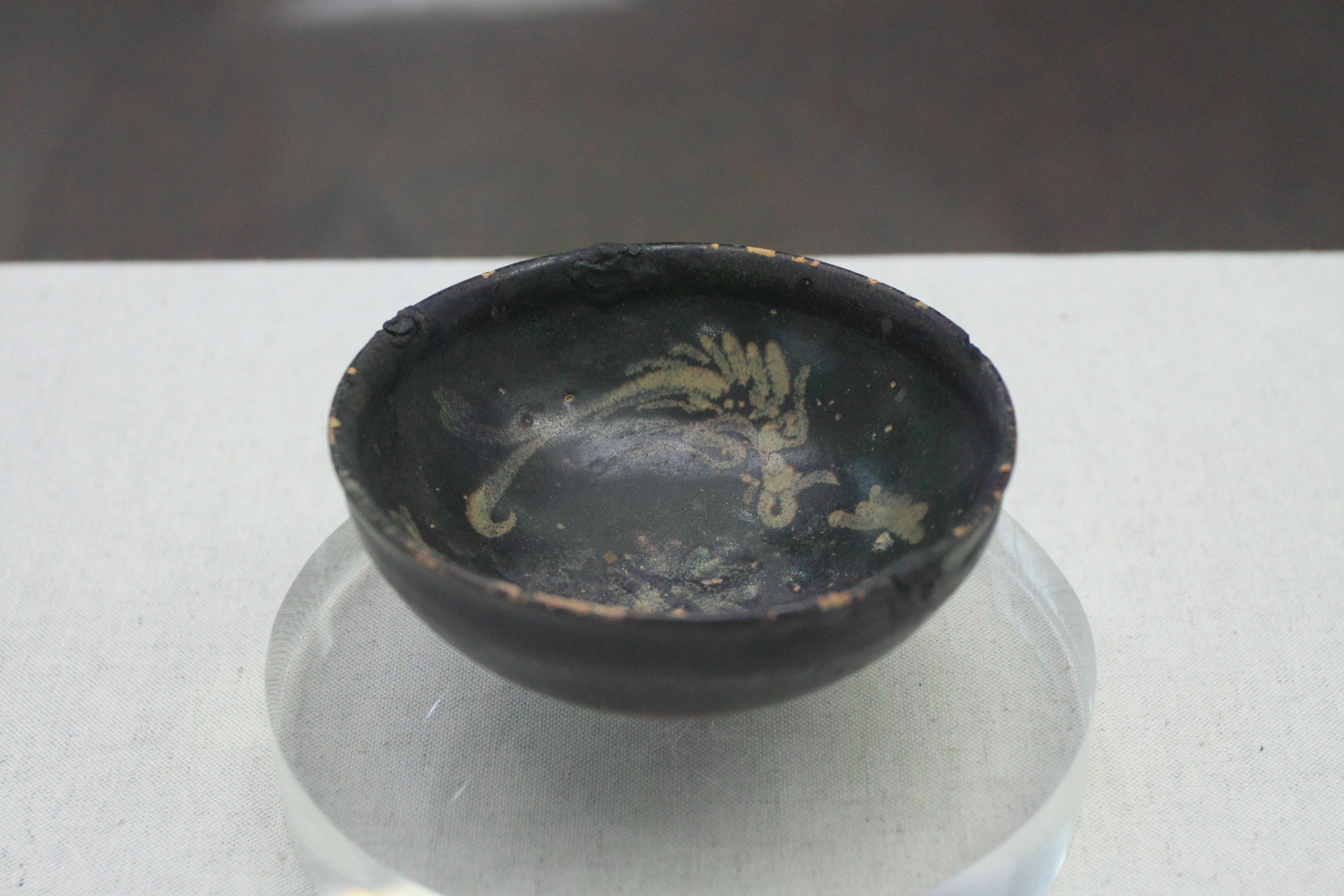
釉上彩绘双凤纹盏，南宋，1980年吉州窑窑址出土
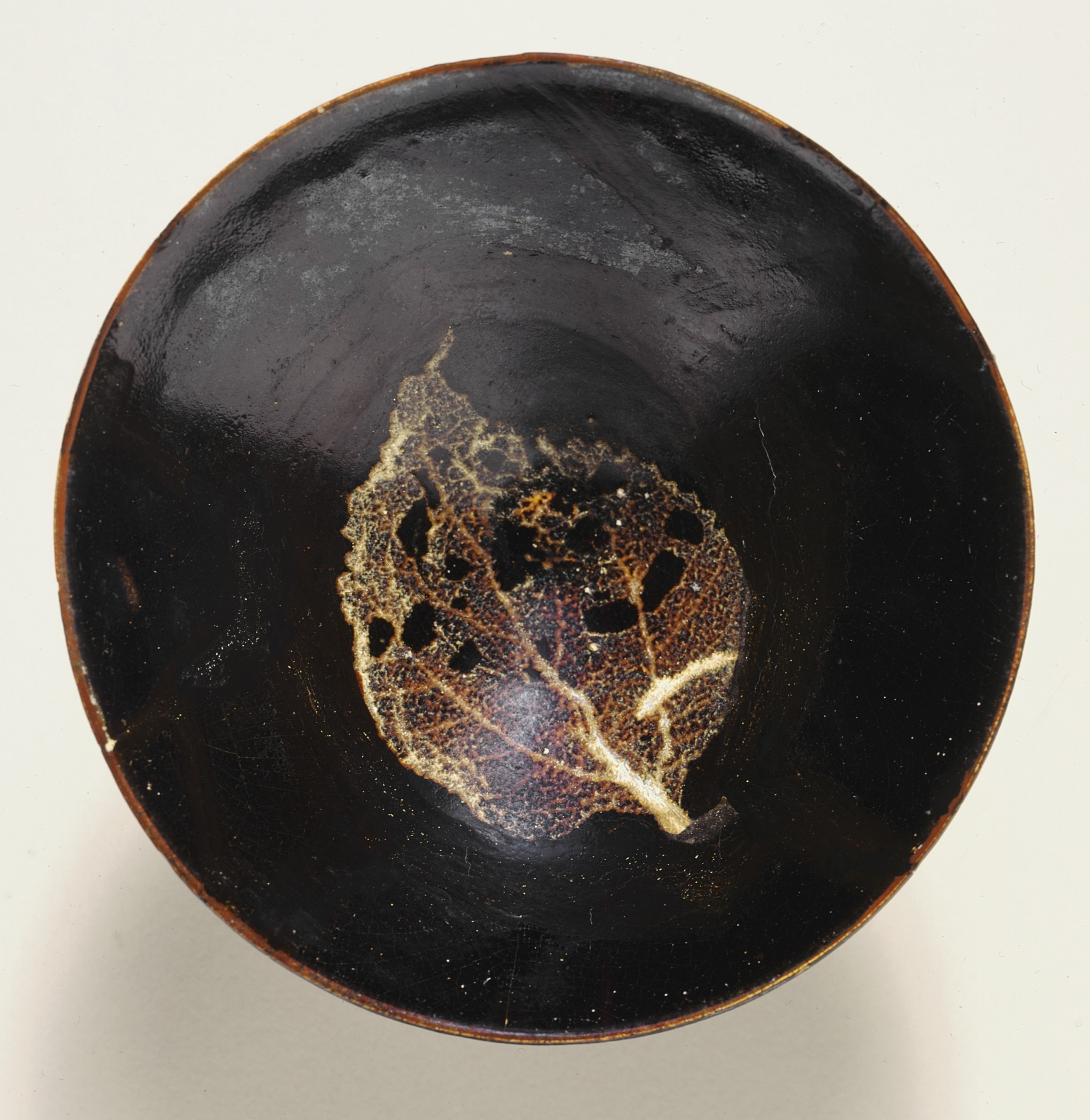
木叶纹黑釉茶盏，南宋